# TVR・T350
TVR・T350は、TVRがかつて販売していたスポーツカーである。2002年から2006年にかけて製造され、タモーラをベースに3.6LのSpeed Sixエンジンを搭載している。ボディはクーペとオープンがあり、クーペはT350C、オープンはT350Tを名乗る。

## 概要
TVR・タモーラをベース車両として開発された。
TVRの他のモデルに習い、鋼管 チューブラーフレームにFRP製のボディをかぶせている。ボディは空力性能と冷却機能を強化してあり、車両重量は1187kgと軽量な車種の多いTVRの中では重量級であるが、90年代以降の現代的なスポーツカーとしては軽量な部類に属する。
内装は曲線を多用したデザインや、手作りのアルミ削りだしスイッチなど、他のモデル同様に個性的な雰囲気をかもし出している。また、サーキット走行を意識して、シート下のクッションが取り外し可能になっている。安全面では相変わらずエアバッグやABSが搭載されていないものの、サイドインパクトバーが追加され、少しではあるが進歩している。
エンジンは自社開発の3.6リッター直列6気筒「Speed Six」をFRレイアウトで搭載。最高出力は350psを叩き出す。トランスミッションは5速MTのみである。
オプションとしてエアコンやメタリック＆パールペイント、MP3対応CDオーディオなどが用意された。
バリエーションとしてはハッチバックのT350cと、Tバールーフを備えたタルガトップのT350tが存在するが、基本スペックはどちらも変わらない。
2006年に生産終了。後継車種はサガリス。